# Paul Jeffrey

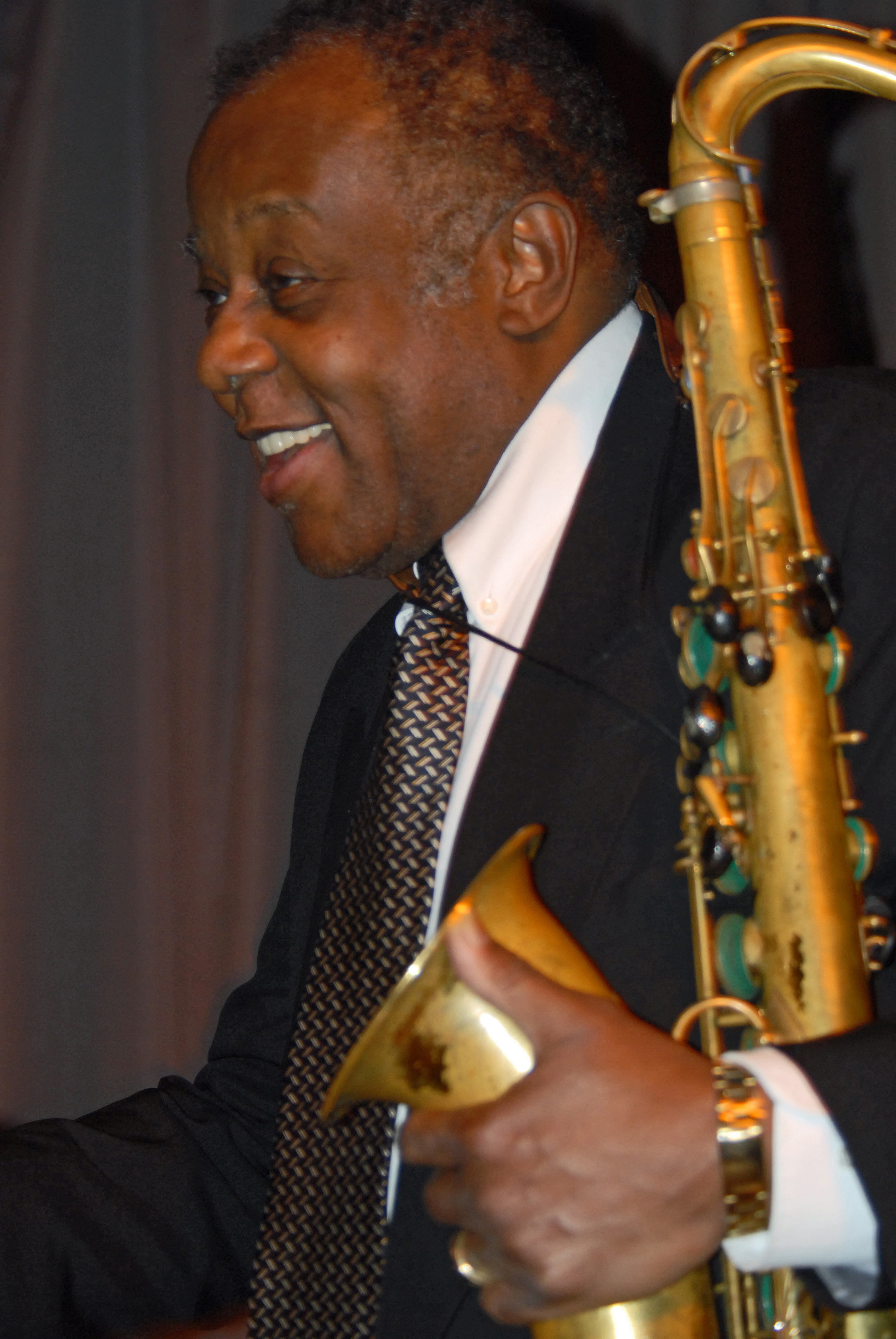
Paul Jeffrey, 2008

Paul Jeffrey (* 8. April 1933 in New York City; † 20. März 2015 in Durham, North Carolina) war ein US-amerikanischer Tenorsaxophonist und Arrangeur des Modern Jazz.

## Leben und Wirken
Paul Jeffrey arbeitete ab Ende der 1950er und in den 1960er Jahren mit verschiedenen Rhythm and Blues Sängern, wie B.B. King, Wynonie Harris und Big Maybelle. 1958 spielte er bei Illinois Jacquet, während der 1960er Jahre auch mit Dizzy Gillespie, Howard McGhee, Count Basie und Sadik Hakim. Bekannt wurde er durch seine Zusammenarbeit mit dem Thelonious Monk Quartet von 1970 bis 1972. Im Jahr 1974 leitete er ein Monk-Konzert auf dem Newport Jazz Festival. Auch auf den letzten bekannten Aufnahmen von Monk aus dem Jahre 1975 wirkte er mit. Jeffrey war auch als Arrangeur und Musiker für einige Alben von Charles Mingus tätig, wie Cumbia & Jazz Fusion, dessen großformatiges Werk Something Like a Bird er auch bei der Premiere auf dem Newport Jazz Festival leitete.  2011 spielte er auf seiner letzten Konzerttournee 2011 in Italien.
Jeffrey unterrichtete Jazz Studies an der Rutgers University; zwischen 1983 und 2003 war er als Professor an der Duke University für den Jazz-Studiengang zuständig. Er war auch Gründer und musikalischer Leiter des North Carolina International Jazz Festival. Sein Spiel auf dem Tenor ist von Sonny Rollins beeinflusst, mit dem er befreundet war. Er starb nach längerer Krankheit am 20. März 2015 in Durham, North Carolina, im Alter von 81 Jahren.

## Diskographische Hinweise
- 1968: Electrifying Sounds (Savoy Records mit Jimmy Owens, George Cables)